# Кемпбелл-Бей (національний парк)
Національний парк Кемпбелл-Бей — національний парк в Індії, розташований на острові Великий Нікобар, найбільшому з Нікобарських островів у східній частині Індійського океану, приблизно 190 км на північ від Суматри. У 1992 році він був офіційно оголошений національним парком Індії та є частиною Великого Нікобарського біосферного заповідника. Парк приблизною площею близько 426 км 2 і відокремлений від меншого національного парку Галатея лісовою буферною зоною шириною 12 км. Клімат вологий і теплий.

## Історія
Він був заснований у 1992 році.

## Найкращий час для відвідування
У національному парку Кемпбелл-Бей приємна погода з березня по жовтень, тому це найкращий час для відвідування.

## Відомі заходи
Національний парк Кемпбелл-Бей пропонує відвідувачам різноманітні заходи, такі як прогулянки на природі, спостереження за птахами, спостереження за дикими тваринами та багато іншого.